# آمی آیالون
آمیچای «آمی» آیالون (عبری: עמיחי "עמי" איילון‎‎، زاده ۲۷ ژوئن ۱۹۴۵) یک سیاستمدار اسرائیلی و عضو سابق کنست در حزب کار اسرائیل بوده است. او پیش از این رئیس شاباک، سرویس مخفی اسرائیل و فرمانده کل نیروی دریایی اسرائیل بود. او در انتخابات رهبری حزب کارگر در ژوئن ۲۰۰۷ پس از ایهود باراک در مقام دوم قرار گرفت و در سپتامبر ۲۰۰۷ به عنوان وزیر سیار منصوب شد. او یکی از دریافت کنندگان بالاترین نشان اسرائیل، یعنی مدال شجاعت است.

## فعالیتهای نظامی و امنیتی

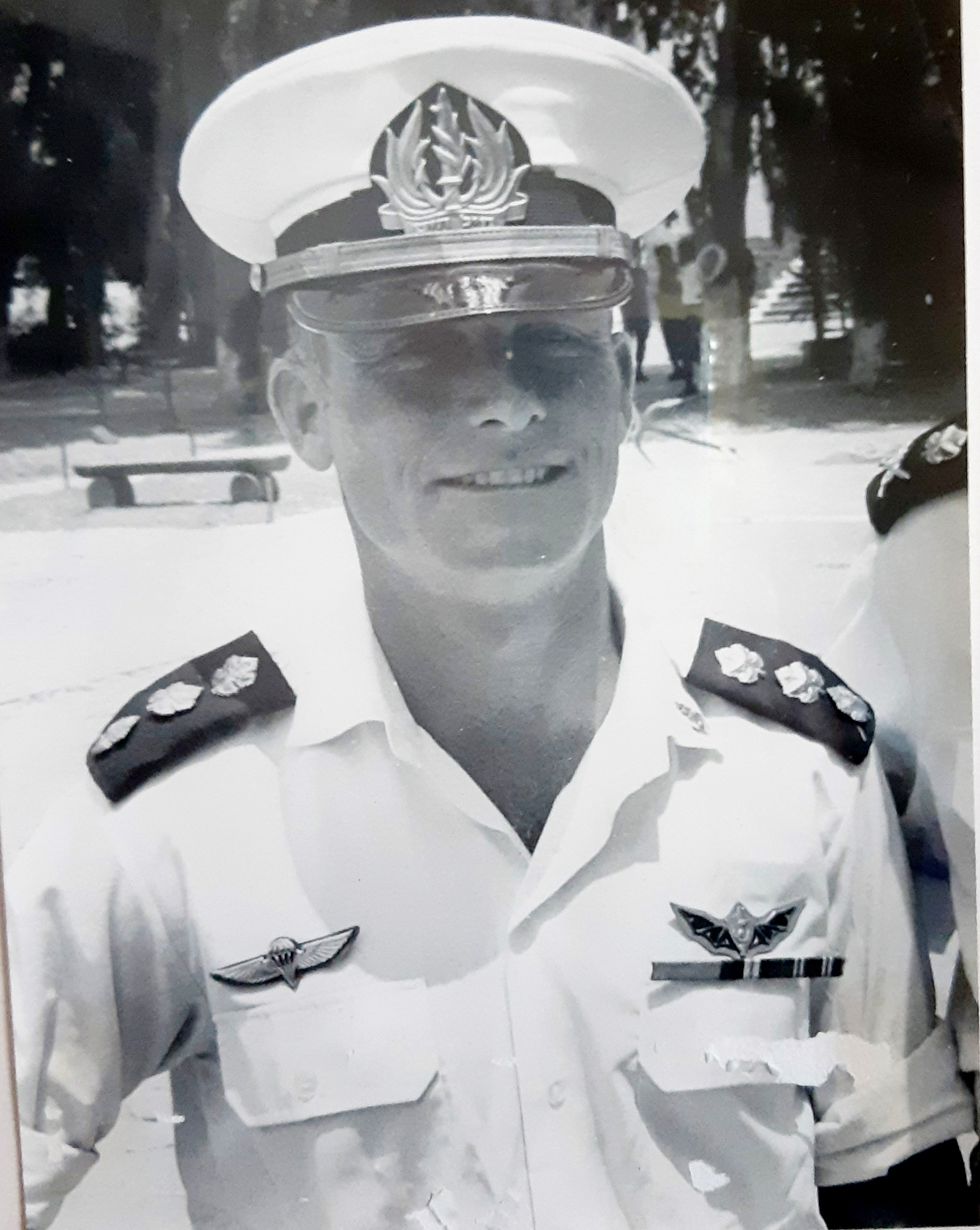
آیالون (۱۹۷۹)

آیالون تمام خدمت نظامی خود را در نیروی دریایی اسرائیل گذراند. آیالون در سال ۱۹۶۳ برای یگان تکاوری نیروی دریایی شایتت ۱۳ نام‌نویسی کرد و داوطلب این کار شد. در سال ۱۹۶۹، او در عملیات Bulmus 6 - حمله به جزیره سبز در مصر - (به‌طور مشترک با یگان سایرت متکل) شرکت کرد. او در حین این عملیات یک نارنجک را به یکی از مواضع رادار پرتاب کرد و با این اقدام سایر سربازان را از یک خطر جدی نجات داد. هنگام بالا رفتن از یک تپه، تیری کمانه کرد و به پیشانی او اصابت کرد، اما به درگیری ادامه داد. او به موضعی حمله کرد که از آنجا مورد تیراندازی قرار گرفته بود و در نتیجه مجروح شد ولی دو سرباز مصری را کشت و آن موضع را تصرف کرد. پس از آن او به همراه یک سرباز دیگر به مبارزه ادامه داد و توانست کنترل حداقل دو موقعیت کلیدی دیگر را در جزیره به دست گیرد. هنگام تلاش برای تصاحب موقعیت سوم، با نارنجک از ناحیه پا مجروح شد و باز هم به مبارزه ادامه داد، اما نارنجک دیگری از ناحیه گردن و بازو او را مجروح کرد. با این حال، او به تیراندازی ادامه داد، تنها زمانی که جزیره تحت کنترل کامل درآمد، جراحات خود را گزارش کرد و توانست خود را به داخل قایق نجات برساند و در آنجا مورفین به خود تزریق کرد. برای این اقدامات، آیالون مدال شجاعت، بالاترین نشان اسرائیل را دریافت کرد.
در سال ۱۹۷۹، آیالون به فرماندهی شایتت ۱۳ منصوب شد و به دلیل انجام لیست بلندبالایی از عملیاتهای بدون تلفات، باز هم جوایزی دریافت کرد.
بین سالهای ۱۹۸۶ و ۱۹۸۸ او با نیروهای دفاعی آفریقای جنوبی همکاری می‌کرد. آیالون با دریافت درجه سرلشکری، از سال ۱۹۹۲ تا ۱۹۹۶ به عنوان فرمانده نیروی دریایی اسرائیل خدمت کرد.
پس از ترور اسحاق رابین در سال ۱۹۹۵، آیالون به عنوان رئیس شین بت (سرویس امنیت داخلی اسرائیل) منصوب شد. خود رابین یک سال قبل از کشته شدنش این جایگاه را به آیالون پیشنهاد کرده بود. سرانجام آیالون در سال ۲۰۰۰ بازنشسته شد.

## فعالیت‌های صلح آمیز
در ۲۵ ژوئن ۲۰۰۳، آیالون به همراه پروفسور فلسطینی سری نسیبه، یک طرح صلح آمیز به نام «صدای مردم» را به راه انداخت. هدف این طرح ابتکاری، جمع‌آوری هر چه بیشتر امضاهای اسرائیلی‌ها و فلسطینی‌ها برای پیاده کردن طرحی بود که به عنوان راه حلی برای صلح بین دو کشور اسرائیل و فلسطین بدون حق بازگشت برای آوارگان فلسطینی تهیه شده بود.
در ۱۴ نوامبر ۲۰۰۳، آمی آیالون به همراه سه رئیس سابق آژانس امنیت اسرائیل (ISA), آبراهام شالوم، یاکوف پری و کارمی گیلون با روزنامه یدیعوت اخرونوت (یکی از روزنامه‌های برجسته اسراییل) بر اساس مقاله‌ای که توسط خود آمی آیالون و سری نسیبه تهیه شده بود، مصاحبه کردند. این مصاحبه توسط الکس فیشمن و سیما کادمون انجام شد. در این مصاحبه، روسای سابق امنیت نسبت به یک «فاجعه» قریب‌الوقوع برای اسرائیل هشدار دادند و از مردم خواستند که سندی که اصول توافق بین دو دولت اسرائیل و فلسطین را مشخص می‌کند را حمایت کنند. زبان صریح و اظهارات نگران کننده و به ویژه قابل توجه سران ISA که مرکز مهم غیرسیاسی اطلاعات اسرائیل و سازمانی مسئول جمع‌آوری اطلاعات و جلوگیری از حملات تروریستی بود - از جمله با پیش کشیده شدن بحثهای جنجالی مانند قتل‌های هدفمند و اقدامات پیشگیرانه و غیره، موضوع را به انحراف کشاند. همین‌طور این مصاحبه به‌طور گسترده‌ای منتشر شد، ولی ترجمه‌های تقریبی و خشنی که از آن در وب‌سایت‌های مختلف ظاهر شد، اهمیت کامل این جلسه را زیر سؤال برد و کمرنگ کرد – هر چند که این مصاحبه توسط شرکت‌کنندگان آن «یک اتفاق تاریخی» خوانده می‌شد.
اگرچه آیالون ایده‌های سنتی چپ‌گرا را ترویج می‌کند، اما اصرار دارد که بخشی از جناح چپ‌گرای اسرائیل نیست. او همچنین ایده‌هایی مانند کمپ صلح اسرائیل را رد می‌کند چون باور دارد این نوع اقدامات خصومت عوام با مردم اسرائیل و به‌ویژه با شهرک نشینان اسراییلی را زیاد می‌کند. آیالون وقتی گفت که فقط آریل شارون و لیکود می‌توانند صلح پایداری را به ارمغان بیاورند، توانست خشم بسیاری از فعالان چپ‌گرای اسراییل را برانگیزاند.
آیالون در تظاهرات «ماته هاروف» در حمایت از خروج از نوار غزه شرکت کرد و سخنرانی بسیار انتقادی علیه اردوگاه صلح اسرائیل ایراد کرد. او گفت:

ما که در اینجا اعتراض می‌کنیم، موفق نشدیم که موافقت اکثریت مردم را بدست بیاوریم. اکثریت ساکت هستند و بنابراین تأثیری ندارند. من به شما می‌گویم که چرا اکثریت اینجا نیستند. آنها اینجا نیستند زیرا ما نتوانستیم در قلب این اکثریت واقعی جا بیفتیم [عبری: להתנחל בלבות، در اصل این عبارتی است که توسط شهرک نشینان ابداع شده بود]، اکثریتی که تفاوت را ایجاد می‌کند. نتوانستیم حرف بزنیم و شاید هم نخواستیم. ما ساکنان یشاء را دشمن خود کردیم و با قاطعیت آنها را به اطراف تبعید کردیم. ما تنها زمانی موفق می‌شویم که غم و اندوه اخراج شدگان بر فریاد شادی‌آور اخراج کنندگان غلبه کند. ما مدعی شدیم که میل به صلح صرفاً آرزوی خودمان است. اکثریت در خانه می‌نشینند و ساکت هستند، اگرچه مانند ما می‌خواهند از غزه خارج شوند. اکثریت اهمیتی نمی‌دهد و برایشان مهم نیست که کدام شخص برای پایان دادن به مناقشه [اسرائیل-فلسطین] توافقنامه را امضا می‌کند. برای خروج از غزه، اکثریت مردم نباید ساکت باشند. 

## فعالیت سیاسی
در سال ۲۰۰۶، آیالون از میان نامزدهای حزب کارگر اسرائیل برای جایگاه کنست انتخاب شد، اما زمانی که حزب کارگر وارد ائتلاف با کادیما شد، در کابینه به او سمتی داده نشد.
در اواخر ماه می ۲۰۰۷، آیالون یکی از دو نامزد رهبری حزب کارگر در انتخابات مقدماتی حزب بود. در ژانویه ۲۰۰۷، نظرسنجی‌های عمومی نشان داد که آیالون در این رقابت پیشتاز بوده است و پس از او، اسامی نخست‌وزیر سابق ایهود باراک و اوفیر پاین‌پاز به چشم می‌خورد. او این برتری را حفظ کرد و تنها چهار روز قبل از نظرسنجی، در ۲۵ می، چهار امتیاز از نزدیکترین رقیب خود، ایهود باراک، جلو بود. آیالون ۳۵ درصد آرا در حالی که باراک ۳۱ درصد.
با این حال، آیالون در دور اول رأی‌گیری در ۲۸ می ۲۰۰۷ با ۳۰٫۶ درصد در مقابل باراک با ۳۵٫۶ درصد، دوم شد و امیر پرتز در رتبه سوم قرار گرفت. در حالی که نه آیالون و نه باراک حد نصاب ۴۰ درصد آرا را کسب نکرده بودند، دو نفرشان در دور دوم در ۱۲ ژوئن ۲۰۰۷ با یکدیگر روبرو شدند که باراک با کسب ۵۱٫۳ درصد آرا پیروز شد.
در سپتامبر ۲۰۰۷، آیالون به عنوان وزیر سیار در کابینه اسرائیل منصوب شد و بعدها به عضویت هیئت وزرای امنیت درآمد. او همچنین به عنوان رئیس کمیته کنترل ایالت کنست منصوب شد، کمیته‌ای که مسئول اجرای توصیه‌های ذکر شده در گزارش کنترل دولتی در مورد عملکرد فرماندهی جبهه داخلی در طول جنگ ۲۰۰۶ اسرائیل و لبنان بود.
در ۱۶ نوامبر ۲۰۰۸، آیالون اعلام کرد که حزب کارگر را به خاطر پیوستن به حزب مذهبی چپگرای میمد ترک خواهد کرد. در نهایت او به حزب میمد هم نپیوست و کرسی خود را در انتخابات ۲۰۰۹ از دست داد.
در مصاحبه‌ای با چارلی رز، آیالون موافقت کرد که «اشغال احتمالی» و فقدان یک «توافق دو دولتی» می‌تواند منجر به «نوعی … آپارتاید» شود و گفت: «کاملاً درست است. من فکر می‌کنم که ما مستقیماً به سمت این سرنوشت می‌رویم.»
در سال ۲۰۱۲، آیالون در یک فیلم مستند به نام دروازه‌بانان به کارگردانی درور موره حضور یافت و در مورد رویدادهای اصلی دوران تصدی خود در شین بت صحبت کرد.
آیالون از اعضای ارشد موسسه دموکراسی اسرائیل است.

## زندگی شخصی
آمیهای (آمی) آیالون در طبریه به دنیا آمد و در کیبوتص ماگان بزرگ شد. والدین او در دهه ۱۹۳۰ به منطقه قیمومت بریتانیا بر فلسطین نقل مکان کردند. مادرش که در کلوژ-نپوکا، ترانسیلوانی رومانی به دنیا آمده بود، به عنوان یک دختر جوان برای تحصیل به اورشلیم آمد. پدرش، اسحاق نیز، به‌طور غیرقانونی از ترانسیلوانی، رومانی مهاجرت کرد و یکی از بنیانگذاران ماگان بود، و تا زمان بازنشستگی به عنوان نجار در آنجا کار می‌کرد. آیالون در سال ۱۹۸۰ از دانشگاه برایلان با مدرک کارشناسی هنر فارغ‌التحصیل شد. در سال ۱۹۹۲ مدرک کارشناسی ارشد مدیریت دولتی را از دانشکده دولتی جان اف. کندی دانشگاه هاروارد دریافت کرد. وی در سال ۲۰۱۰ مدرک کارشناسی ارشد حقوق را از دانشگاه برایلان دریافت کرد. او رئیس کمیته اجرایی مرکز تحقیقات سیاست و استراتژی دریایی (HMS) است. او متأهل و پدر سه فرزند است. آیالون در کرم ماهارال، در یکی از خانه‌های روستای فلسطینی سابق پاکسازی‌شده قومی (اجزم) زندگی می‌کند.

## آثار منتشر شده
- شلیک دوستانه: چگونه اسرائیل بدترین دشمن خود شد و امیدی که به آینده‌اش می‌رود (Friendly Fire: How Israel Became its Own Worst Enemy and the Hope for its Future)[۱۷]